# Лисберн Дистиллери
«Лисберн Дистиллери» (англ. Lisburn Distillery FC) — североирландский футбольный клуб из города Лисберн, разделенного между графствами Антрим и Даун.

## Достижения
- Премьер-лига
  - Победитель (6): 1895/96, 1898/99, 1900/01, 1902/03, 1905/06, 1962/63
- Кубок Северной Ирландии
  - Обладатель (12): 1883/84, 1884/85, 1885/86,1888/89, 1893/94, 1895/96, 1902/03, 1904/05, 1909/10, 1924/25, 1955/56, 1970/71
- Кубка лиги
  - Обладатель: 2010/11